# メルツァリオ・A1
メルツァリオ・A1 (Merzario A1) は、メルツァリオが開発したフォーミュラ1カー。1978年のF1世界選手権に、三つのバリエーションが投入された。分類は資料によって異なるが、いくつかの文献ではメルツァリオ・A1/1、A1/1B、A1/2と分類される。これらのマシンはいずれも完走できず、成功とは言えなかった。

## 背景
イタリアのレーサー、アルトゥーロ・メルツァリオは1972年にフェラーリのファクトリードライバーとしてフォーミュラ1にデビューし、1973年も同チームから参戦した。1974年、1975年は資金難に苦しむウィリアムズのステアリングを握り、1976年はマーチ・エンジニアリングからマシンの供給を受けてオヴォロ・チーム・マーチとして参戦、その年の途中からウィリアムズに戻った。翌年マーチとの契約は更新されず、メルツァリオはマーチのカスタマーマシンで自らのチームを興し参戦した。マシンはマーチ・761Bであったが、ある資料ではそのマシンは76年シーズンにヴィットリオ・ブランビラがファクトリーチームで使用した761/1であるとされ、別の資料ではシャシーは75年シーズンの751で、ボディだけが76年シーズンの新しいボディであったとされる。このマシンでメルツァリオはシーズン序盤の何戦かでマーチ勢最速を記録したが、不十分な維持管理が原因で予選通過もままならなくなり、イタリアグランプリ以降参戦を取りやめることになった。
年末までにジョルジオ・ピオラが1978年シーズンに向けてチーム最初のレースカーであるメルツァリオ・A1を開発した。チームがオリジナルマシンの開発を選択した理由は、唯一カスタマーマシンの供給を行っていたマーチが1977年をもってF1へのコミットメントを終了し、翌シーズンはコンペティティブなレーシングカーが市場に存在しないことによるものだった。メルツァリオは自らのリソースでマーチを発展させることができると確信した。開発資金の大半はメルツァリオを10年来支援していたたばこブランドマールボロのイタリア支社からによるものだった。
A1は2台が作成されたが、それぞれ詳細が異なる。最初のモデルは遡及的にA1/1と呼ばれ、2番目のモデルはA1/2と呼ばれる。A1/1が改修されA1/1Bとなった。

## メルツァリオ・A1/1

### テクノロジー
A1/1はマーチ・761Bと技術的に類似していたが、完全に同一では無かった。いずれにせよ、マーチはA1を「761Bのクローン」と見なしていた。A1/1のモノコックはアルミニウム製であり、大部分はマーチ・761Bと類似していたが完全にそれをコピーしたものでは無かった。メルツァリオはA1/1にマーチのシャシーコンポーネントを使用しなかった。前輪サスペンションはダブルウィッシュボーン方式で取り付けられ、車体後部には縦置きのストラットが二本装着された。設計は概念的にマーチ・761Bに対応していた。エンジンは3.0リッターの自然吸気、コスワースDFVであった。トランスミッションはヒューランドFGAが採用された。これらのコンポーネントはマーチ・761Bの物が流用されたと考えられる。
A1/1のボディはマーチ・761とは似ても似つかない物であった。それは「厚ぼったい」もので、魅力的ではなかった。大きな特徴には樽型のエンジンカバーとコクピットの境界にある空気取り入れ口が含まれた。ピオラとメルツァリオはアルファロメオ・177のアイデアをいくつかここに取り上げた。マシンのノーズは幅が広く波状になっていた。
メルツァリオ・A1/1はユニークな作品であった。フランスグランプリでシャシーは若干修正されており、A1/1からA1/1Bに変更された。これは1979年シーズンに投入されたA1B（資料によってはA2とされる）とは異なる。
A1/1はシーズン序盤赤く塗装されていたが、フランスグランプリでベースカラーは黒に変更された。スポンサーはマールボロ、Flor Bath、ガルフ石油が付いた。

### レース戦歴
A1/1のレギュラードライバーはアルトゥーロ・メルツァリオであった。A1/1は1978年シーズン開幕戦のアルゼンチングランプリでデビューした。メルツァリオは予選を20位で通過し、決勝ではディディエ・ピローニのティレル・008を押さえて走行したが、9周目にディファレンシャルが損傷してリタイアした。南アフリカで再び予選を26位で通過したが、決勝は39周目にサスペンショントラブルでリタイア、続くロングビーチはサーティースのルパート・キーガン、シャドウのハンス＝ヨアヒム・スタックの前の予選21位となったが、キーガンとスタックはプラクティスのアクシデントで決勝には参加しなかった。メルツァリオは決勝では17周目にギアボックストラブルでリタイアとなった。技術的な欠陥が序盤の失敗の原因であった。シーズン中盤のヨーロッパラウンドではスペイン、フランス、ドイツで予選落ち、モナコ、ベルギーでは予備予選落ちとなり、決勝に進出したのはスウェーデンとイギリスのみであった。スウェーデンでは8周遅れでフィニッシュしたが、非完走扱いとなった。イギリスでは油圧低下のため32周目にリタイアとなった。
1978年の夏には、A1/1BはA1/2に置き換えられた。A1/1Bはイタリアグランプリで再び使用された。メルツァリオはチームのセカンドドライバーとしてアルベルト・コロンボを起用、A1/1Bをドライブした。コロンボはモンツァではすでに予選で最も遅いドライバーであった。
その後、A1/1Bは使用されなくなった。しかし、そのシャシーは1979年の春に新しく設計されたメルツァリオ・A3の基礎となった。

## メルツァリオ・A1/2
オーストリアグランプリでメルツァリオはA1の新車を発表した。これはしばしば文献でA1/2と呼ばれている。アルトゥーロ・メルツァリオはこの車を「新しいモデルとしてではなく、改善されたバージョンとしてだけ」と発表している。

### テクノロジー
メルツァリオの説明とは対照的に、A1/2はA1/1とは異なる車であった。A1/2のモノコックは「その前身」であるマーチのレプリカではなかった。むしろ、A1/2はマーチ・761B/2の変更されていないモノコック - メルツァリオが1977年シーズンにドライブした - を使用したが、2、3年遅れの代物であった。A1/2のボディはA1/1のものと似ていた。A1/2は依然として車体下部にウィングカーとしての輪郭がなく、ベンチュリー効果は得られなかった。エンジンとトランスミッションはコスワースとヒューランドから購入したコンポーネントを引き継いだ。

### レース戦歴
メルツァリオはオーストリアグランプリの練習走行でA1/2を初めてドライブした。その新車で彼は200分の1秒で予選落ちとなった。続くオランダグランプリでも予選落ちとなったが、サーティースのルパート・キーガンがウォームアップでクラッシュ、負傷したためメルツァリオは決勝に出場できることとなった。A1/2は初戦となったが、40周目にエンジントラブルでリタイアとなった。イタリアグランプリでは予選を22位で通過、一方チームのセカンドドライバーとなったアルベルト・コロンボはA1/1Bで予備予選落ちしている。決勝でメルツァリオは再びエンジントラブルのためリタイアしている。第15戦アメリカグランプリでは予選を26位で通過したが決勝ではギアボックストラブルが原因でクラッシュ、リタイアとなっている。シーズン最終戦のカナダでは予選落ちとなった。
1979年シーズン開幕戦のアルゼンチンにはA1/2がメルツァリオ・A2（資料によってはA1Bとされる。）として改修、投入された。

## F1における全成績
(key) （太字はポールポジション）
Merzario A1/1
| 年     | チーム       | エンジン               | タイヤ | ドライバー                 | 車番 | 1   | 2   | 3   | 4   | 5    | 6    | 7   | 8   | 9   | 10  | 11  | 12  | 13  | 14   | 15  | 16  | ポイント | 順位 |
| ------ | ------------ | ---------------------- | ------ | -------------------------- | ---- | --- | --- | --- | --- | ---- | ---- | --- | --- | --- | --- | --- | --- | --- | ---- | --- | --- | -------- | ---- |
| 1978年 | メルツァリオ | フォード コスワースDFV | G      |                            |      | ARG | BRA | RSA | USW | MON  | BEL  | ESP | SWE | FRA | GBR | GER | AUT | NED | ITA  | USA | CAN | 0        | -    |
| 1978年 | メルツァリオ | フォード コスワースDFV | G      | アルトゥーロ・メルツァリオ | 37   | DNF | DNQ | DNF | DNF | DNPQ | DNPQ | DNQ | NC  | DNQ | DNF | DNQ |     |     |      |     |     | 0        | -    |
| 1978年 | メルツァリオ | フォード コスワースDFV | G      | アルベルト・コロンボ       | 38   |     |     |     |     |      |      |     |     |     |     |     |     |     | DNPQ |     |     | 0        | -    |

Merzario A1/2
| 年     | チーム       | エンジン               | タイヤ | ドライバー                 | 車番 | 1   | 2   | 3   | 4   | 5   | 6   | 7   | 8   | 9   | 10  | 11  | 12  | 13  | 14  | 15  | 16  | ポイント | 順位 |
| ------ | ------------ | ---------------------- | ------ | -------------------------- | ---- | --- | --- | --- | --- | --- | --- | --- | --- | --- | --- | --- | --- | --- | --- | --- | --- | -------- | ---- |
| 1978年 | メルツァリオ | フォード コスワースDFV | G      |                            |      | ARG | BRA | RSA | USW | MON | BEL | ESP | SWE | FRA | GBR | GER | AUT | NED | ITA | USA | CAN | 0        | -    |
| 1978年 | メルツァリオ | フォード コスワースDFV | G      | アルトゥーロ・メルツァリオ | 37   |     |     |     |     |     |     |     |     |     |     |     | DNQ | DNF | DNF | DNF | DNQ | 0        | -    |

## 参照
1. ↑  Ubersicht uber die einzelnen Exemplare des March 761 auf der Internetseite www.oldracingcars.com (abgerufen am 23. Oktober 2017).
2. 1 2 3 4 5 6  Abriss uber die Geschichte des Teams Merzario auf der Internetseite www.f1rejects.com (archivierte Version), abgerufen am 23. Oktober 2017.
3. 1 2  Doug Nye: Das grose Buch der Formel-1-Rennwagen. Die Dreiliterformel ab 1966. Verlagsgesellschaft Rudolf Muller, Koln 1986, ISBN 3-481-29851-X, S. 216.
4. ↑  Renngeschichte der beiden Merzario A1-Modelle auf der Internetseite www.oldracingcars.com (abgerufen am 23. Oktober 2017).
5. ↑  Bei David Hodges: Rennwagen von A-Z nach 1945, Stuttgart 1993, ISBN 3-613-01477-7, S. 190, und Doug Nye: Das grose Buch der Formel-1-Rennwagen. Die Dreiliterformel ab 1966. Verlagsgesellschaft Rudolf Muller, Koln 1986, ISBN 3-481-29851-X, S. 216, fehlt diese Differenzierung.
6. ↑  Mike Lawrence: March, The Rise and Fall of a Motor Racing Legend, MRP, Orpington 2001, ISBN 1-899870-54-7, S- 116.
7. ↑  David Hodges: Rennwagen von A-Z nach 1945, Stuttgart 1993, ISBN 3-613-01477-7, S. 190.